# 翟斌
翟 斌（てき ひん、拼音：Dí Bīn、? - 384年）は、五胡十六国時代の丁零族の首長。この丁零勢力は388年に翟遼が建国した翟魏の前身である。主に前秦や後燕に従っていたが、383年に挙兵した。

## 生涯

### 挙兵前
丁零の翟斌の一族は代々康居に住んでいたが、後に中国に移った。330年、翟斌は後趙に句町王に封ぜられた。371年1月、前秦の苻堅が関東の豪族及び雑夷15万戸を関中に、烏桓族を馮翊郡と北地郡に、そして翟斌旗下の丁零族を新安県と澠池県に移住させた。

### 挙兵後
383年12月、前秦の衛軍従事中郎であった翟斌は河南で挙兵し、前秦の豫州牧・平原公の苻暉を洛陽で攻めた。長楽公の苻丕は慕容垂と苻飛龍にこれを討たせたが、慕容垂（のちの後燕の皇帝）が密かに前燕を復興させることを謀って翟斌の丁零と結んで前秦に叛いて南下し、苻飛龍を殺してことごとくその衆を生き埋めにした。慕容鳳と、前燕の故臣の子である燕郡の王騰・遼西の段延らは翟斌の挙兵を聞いて、各部曲を率いてこれに帰属した。苻暉は武平侯の毛当に翟斌を討たせたが、丁零の衆は翟斌に随従し、秦兵に大勝して毛当を斬った。翟斌は遂に陵雲台戍に侵攻し、万余人の甲仗を収めた。
384年1月、慕容鳳・王騰・段延らが慕容垂を盟主に奉じることを勧めたので、翟斌もこれに従った。慕容垂が大将軍・大都督・燕王と称して後燕を建国すると、弟の慕容徳を車騎大将軍・范陽王、兄の慕容恪の嫡男の慕容楷を征西大将軍・太原王、翟斌を建義大将軍・河南王、元夫余王の余蔚を征東将軍・夫余王、昌黎鮮卑の衛駒を鷹揚将軍、慕容鳳を建策将軍とした。同年2月、慕容垂は丁零と烏桓の衆20余万を率いて鄴を攻めたが、陥落できなかった。同年7月、翟斌は功を恃んで驕り高ぶり、鄴城を陥落できずにいる慕容垂に対して密かに二心を抱いた。これに気付いた太子の慕容宝や慕容農・慕容紹（慕容楷の弟）、そして慕容徳らが、翟斌を排除することを慕容垂に請うたが、功績のある翟斌を排除することはできないと申し出を却下された。やがて翟斌は尚書令になることを請うたが、慕容垂に断られたため、密かに苻丕と通謀して丁零人たちに鄴城水攻めのための堤防を決壊させた。これが発覚すると、翟斌及びその弟の翟檀と翟敏が慕容垂に殺された。

## 参考資料
- 『魏書』列伝第八十三
- 『晋書』載記第十三、載記第十四、載記第二十三
- 『資治通鑑』卷第九十四、卷第一百三、卷第一百五